# مک ویلکینس
مک ویلکینس (انگلیسی: Mac Wilkins؛ زادهٔ ۱۵ نوامبر ۱۹۵۰) یک ورزشکار اهل ایالات متحده آمریکا است. وی برنده یک مدال طلا (۱۹۷۶) و یک نقره (۱۹۸۴) در بازی‌های المپیک در رشته پرتاب دیسک شده و او اولین پرتاب گر دیسک هست که توانست +۷۰متر پرتاب کند.